# Georg Hieronymus Welsch

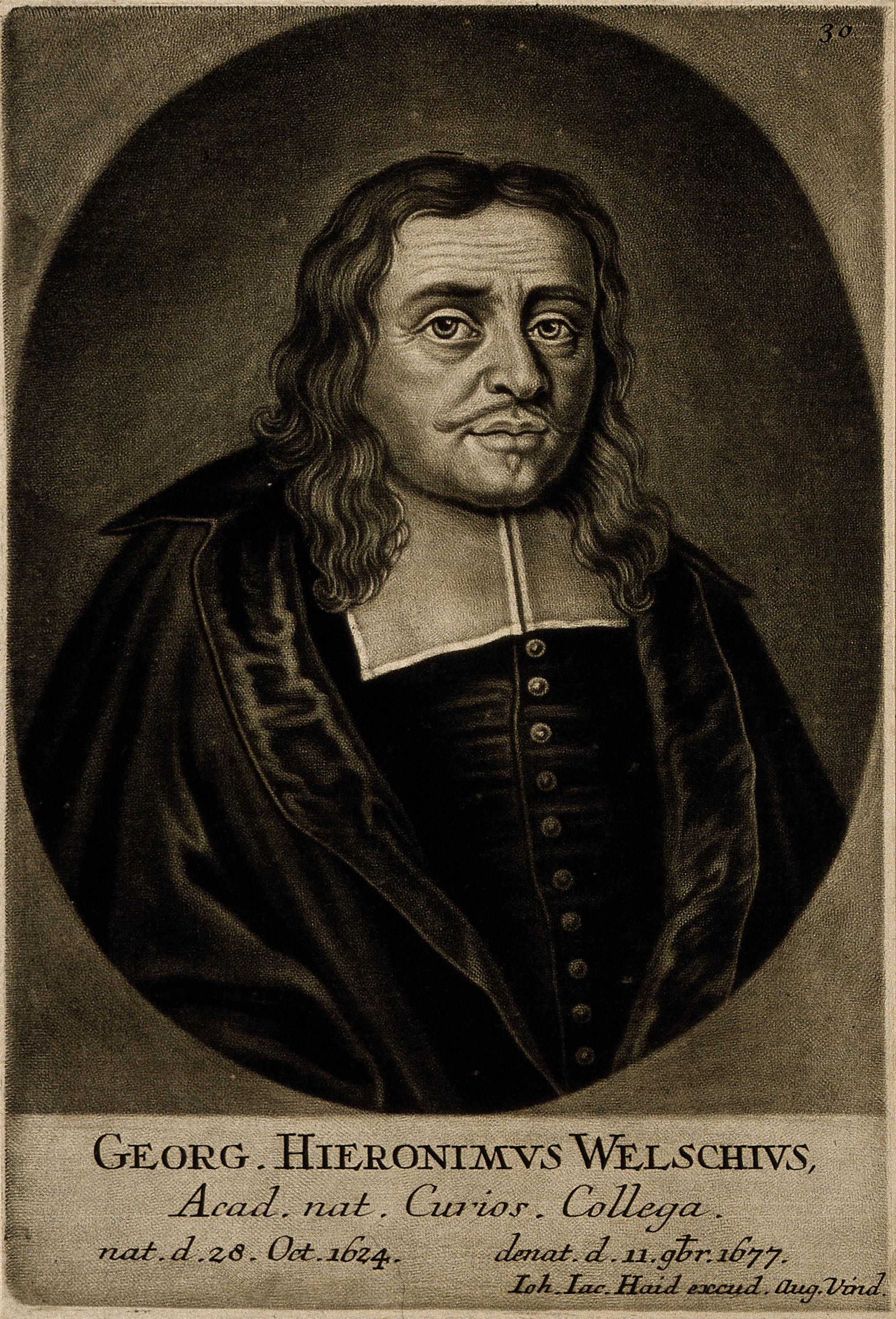
Georg Hieronymus Welsch. Stich von Johann Jacob Haid, 1747

Georg Hieronymus Welsch (auch Georg Hieronymus Welschius, * 28. Oktober 1624 in Augsburg; † 11. November 1677 ebenda) war ein deutscher Mediziner und Arzt in Augsburg.

## Leben
Georg Hieronymus Welsch war der Sohn eines Apothekers und studierte nach dem Besuch des Gymnasiums St. Anna und des Anna-Kollegs in Augsburg Philologie, Philosophie und Medizin in Tübingen, Straßburg und Padua. Seine Studienreise führte ihn durch Mittelitalien bis Rom. Anschließend wirkte er als Arzt in Augsburg. Bedingt durch eine Erkrankung (vermutlich Depression) war ihm eine geregelte Arzttätigkeit nicht möglich und führte zu einer Verlagerung seiner Tätigkeiten auf den schriftstellerischen Bereich.
Am 29. Oktober 1676 wurde Georg Hieronymus Welsch unter der Matrikel-Nr. 64 mit dem akademischen Beinamen Nestor I. als Mitglied in die Academia Naturae Curiosorum, die heutige Deutsche Akademie der Naturforscher Leopoldina, aufgenommen.

## Schriften
- Georgii Hieronymi Velschii Dissertatio medico-philosophica de aegagropilis. Weh, Augustae Vindelicorum 1660 (Digitalisat)
- Exercitatio de vena Medinensi. Ad mentem Ebnsinae, sive De dracunculis veterum. Augsburg 1674. – Umfangreiche Studie zum Medinawurm bei Avicenna im Kanon der Medizin.